# 木里白前
木里白前（学名：Cynanchum muliense）是夹竹桃科鹅绒藤属的植物。分布于中国大陆的四川、云南等地，生长于海拔2,600米至4,800米的地区，一般生于高原上，目前尚未由人工引种栽培。